# Weiler Bach (Fischach)
Der Weiler Bach oder auch Weilerbach ist ein etwa 4 km langer Bach auf der Gemarkung Mittelfischach der Gemeinde Obersontheim im Landkreis Schwäbisch Hall im nordöstlichen Baden-Württemberg, der nach nordöstlichem Lauf beim Weiler Unterfischach in die untere Fischach mündet.

## Geographie

### Verlauf
Der Weiler Bach entsteht in den Limpurger Bergen unweit des Waldwegabzweigs von der Kohlenstraße zum Göbelsrain im Schenkengeren auf etwa 495 m ü. NHN. Im Wald zwischen den Bergausläufern Göbelsrain nach Ostnordosten und Raitelsberg nach Nordosten läuft er in einem rechten Viertelskreisbogen zu Tale, wobei er Zufluss aus einem verzweigten Zulaufsystem aus Waldbächen und -gerinnen erhält, und wechselt dann nach weniger als einem Kilometer Lauf an zwei Fischteichen südwestlich von Weiler in die Flur über. Forthin fließt er nordöstlich, zunächst an den wenigen Höfen von Weiler am linken Hang vorbei. Abwärts davon weitet sich seine Talmulde und er nimmt auf etwa 395 m ü. NHN an der Abzweigung eines anderen von dem ihn nun begleitenden Feldweg seinen einzigen größeren Unterlaufzufluss von links auf, den halbkilometerlangen Kappelbach. Er zieht nun recht flach auf Unterfischach zu, durchquert es an der Taille seiner Siedlungskontur und folgt dann einem Feldweg, der nach Nordosten zum Leippersberg über dem Gegenhang des Fischachtales führt. Schon weniger als 200 Metern nach dem Ortsrand mündet er an einer Feldwegbrücke von rechts und Südosten auf etwas unter 377,5 m ü. NHN in die untere Fischach.
Auf seinem 3,8 km langen Lauf verliert der Weiler Bach damit nicht ganz 115 Meter an Höhe, sein mittleres Sohlgefälle beträgt fast 30 ‰. Nach seinem naturnahen Oberlauf ganz im Wald, durch das sein sandig-kiesiges Bachbett sich meist eingetieft leicht windet, grenzt auf dem Abschnitt bis nahe an Weiler rechts zunächst weiterhin der untere Waldhang des Göbelsrains an, hier begleitet den Bach meist eine Baumgalerie, die sich an Weiler vorbei lichtet. Östlich von Weiler zieht der Bach dann noch einmal kurz unter der rechten Lederhalde neben einem schmalen Waldstreifen. Danach im flachen Unterlauf läuft er an der Seite eines Feldwegs als fast kahler Graben, durchquert ebenfalls baumlos Unterfischach und mündet dann als galerieloser gerader Graben neben einem asphaltierten Feldweg.

### Einzugsgebiet
Der Weiler Bach hat ein Einzugsgebiet von 4,1 km² Größe. Es erstreckt sich ungefähr von der Kohlenstraße in ihrem Abschnitt zwischen der querenden Straße Engelhofen–Sulzbach und dem ehemaligen Militärdepot im Haselbühl etwa 3,7 km weit nach Nordosten bis zur Mündung. Quer dazu ist es maximal etwa 1,5 km breit. Nach anfänglichem Rechtsbogen läuft der Bach darin recht zentral.
Jenseits der nordwestlichen und dann nördlichen Wasserscheide auf dem linken Raitelsberg-Sporn der Limpurger Berge laufen fast parallel der Stielbach und sein Unterlauf Breitenbach zur Fischach. Die südöstliche Wasserscheide auf dem Göbelsrain-Bergsporn grenzt zunächst vom Einzugsgebiet des kleineren und letzten bedeutenden Fischach-Zuflusses Schaufelbach ab, weiter aufwärts kurz von dem des Kochklingenbachs, der über den Schleifseebach nunmehr ebenso zum Fischach-Vorfluter Bühler entwässert wie das wiederum länger angrenzende Einzugsgebiet des oberen Klingenbachs. An der Südspitze des Entwässerungsgebietes liegt jeweils kurz solches des nahe am Weiler-Bach-Ursprung entstehenden Irsbachs und dann von dessen Vorfluter Eisbach an, die die Limpurger Berge zum sie an der Gegenseite begrenzenden Kocher laufen.
Der höchste Punkt liegt mit 511,5 m ü. NN am Südrand im Sammelwald just etwas jenseits der Kohlenstraße auf der recht flachen Hochebene der Limpurger Berge. Bis zum Mittellauf fällt die Hochebene auf dem schmaleren links begleitenden Bergsporn Raitelsberg erst bis auf etwa 470 m ü. NN, auf dem breiteren rechten Göbelsrain-Kamm bis auf etwa 480 m ü. NN ab.
Rund die Hälfte des Einzugsgebietes ist bewaldet, im Bereich der Hochebene und an den Hängen von Göbelsrain und Raitelsberg. Die offene Flur mit den Siedlungsplätzen gehört zum Unterraum Fischachbucht und Randhöhen (Nr. 108.61), der bergige Waldanteil zum Unterraum Limpurger Berge (Nr. 108.60) im Naturraum Schwäbisch-Fränkische Waldberge (Nr. 108).
Etwa 0,2 km² des Einzugsgebietes im Wald nahe am Göbelsrain-Kamm gehören zur Gemarkung Geifertshofen der Gemeinde Bühlerzell, der weit überwiegende Rest zur Gemarkung Mittelfischach der Gemeinde Obersontheim. Hierin liegen auch die beiden einzigen Siedlungsplätze des Gebietes, nämlich zwei Weiler, einer mit dem Eigennamen Weiler mit gut einem Dutzend Hausnummern links am Mittellauf und das größere Unterfischach mit deren fünf Dutzend beidseits des Unterlaufes am Rande der Fischachaue.

### Zuflüsse und Seen
Liste der Zuflüsse und  Seen von der Quelle zur Mündung. Gewässerlänge, Seefläche und Einzugsgebiet und Höhe nach den entsprechenden Layern auf der Onlinekarte der LUBW. Andere Quellen für die Angaben sind vermerkt.
Ursprung des Weiler Bachs auf etwa 495 m ü. NHN im Schenkengehren nordöstlich nahe der Kohlenstraße etwa 1,5 km südwestlich von Obersontheim-Weiler. Läuft anfangs etwa nördlich.
- (Sehr symmetrische Waldtalspinne mit linkem und rechten Zufluss), von Westen und Osten auf etwa 440 m ü. NHN[LUBW 2] am Fuß des Schenkengeren, jeweils ca. 0,4 km[LUBW 7] und ca. 0,2 km².[LUBW 4] Entstehen auf etwa 475 m ü. NN am Hang des Göbelsrains bzw. des Raitelsbergs.
- Passiert auf knapp 430 m ü. NN unmittelbar nach dem Flureintritt zwei Teiche rechts, zusammen 0,1 ha. Zumindest einer mit kurzem Hangquellenzufluss. Etwa ab hier läuft der Bach nach langer Richtungsbiegung nordöstlich.
- Passiert einen Teich auf knapp 420 m ü. NN südwestlich-gegenüber Weiler, 0,2 ha.
- Kappelbach, von links und Westen auf etwa 395 m ü. NN zwischen Weiler und Unterfischach, 0,8 km und ca. 0,5 km².[LUBW 4] Entsteht auf etwa 425 m ü. NN an einem Feldweg. der wenig nördlich von Weiler nach Osten von dem den Weiler erschließenden Stichstraße K 2623 von Engelhofen her abgeht. Auf ganzer Länge Weggraben.
- (Unbeständiger Weggraben), von links und Westen auf etwa 389 m ü. NN weniger als 200 Meter vor dem Ortsrand von Unterfischach, ca. 0,8 km[LUBW 7] und ca. 0,2 km².[LUBW 4] Entsteht auf etwa 420 m ü. NN wenig neben der K 2622 Engelhofen–Unterfischach.

Mündung des Weiler Bachs von rechts und Südwesten auf 381,5 m ü. NHN neben der Brücke des Feldwegs von Obersontheim-Unterfischach zum Leippersberg von rechts und Südwesten in die untere Fischach. Der Bach ist hier 3,8 km lang und hat ein Einzugsgebiet von 3,9 km² hinter sich.

## Geologie
Der Weiler Bach läuft im Keuper. Die oberste Quelle entspringt wenig unterhalb der Schichtgrenze zwischen Stubensandstein (Löwenstein-Formation) und den darunter liegenden Oberen Bunten Mergeln (Mainhardt-Formation). Danach durchläuft er den Kieselsandstein (Hassberge-Formation), in denen die nahen Nebenquellen entspringen. Im folgenden Übergangsbereich zu den Unteren Bunten Mergeln (Steigerwald-Formation) haben sich kleine Sinterkalkflächen gebildet, in den Unteren Bunten Mergeln sammeln sich die kleinen Oberläufe. Das im Folgenden durchquerte Schilfsandstein-Band (Stuttgart-Formation) ist nicht sehr breit, danach tritt der Bach etwa 800 Meter abwärts von seiner obersten Quelle nahe dem Waldrand in den Gipskeuper (Grabfeld-Formation) ein, in dem er bis zur Mündung verbleiben wird. Auf dem ersten Abschnitt läuft er in den nur flach abfallenden Estherienschichten des Gipskeupers bis nahe Weiler, wonach das Gefälle am Siedlungsplatz vorbei kurzzeitig wieder zunimmt. Im weiteren Gipskeuper weitet sich das Auensedimentband des Weiler Bachs deutlich aus, ehe er nach Durchqueren von Unterfischach im noch weiteren der Fischach mündet.
Vor allem links am östlichen Hangabfall des Raitelsbergs streichen die Estherienschichten des Gipskeupers weitflächig aus. Auf dem nordöstlich sich fortsetzenden Sporn vor dem Breitenbach haben die erosionsresistenten Corbula-Schichten des Gipskeupers zu einer Verebnung auf 420 m ü. NHN und etwas darunter geführt, die sich auf einem Spornfinger bis etwa 200 Meter vor der Ortsgrenze Unterfischachs hinzieht.

### LUBW
Amtliche Online-Gewässerkarte mit passendem Ausschnitt und den hier benutzten Layern: Lauf und Einzugsgebiet des Weiler Bachs

Allgemeiner Einstieg ohne Voreinstellungen und Layer: Daten- und Kartendienst der Landesanstalt für Umwelt Baden-Württemberg (LUBW) (Hinweise)
1. 1 2  Höhe nach dem Höhenlinienbild auf dem Hintergrundlayer Topographische Karte.
2. 1 2 3  Höhe nach schwarzer Beschriftung auf dem Hintergrundlayer Topographische Karte.
3. 1 2  Länge nach dem Layer Gewässernetz (AWGN).
4. 1 2 3 4 5 6  Einzugsgebiet abgemessen auf dem Hintergrundlayer Topographische Karte.
5. ↑  Seefläche nach dem Layer Stehende Gewässer.
6. ↑  Einzugsgebiet nach dem Layer Basiseinzugsgebiet (AWGN).
7. 1 2  Länge abgemessen auf dem Hintergrundlayer Topographische Karte.

### Andere Belege
1. 1 2  Auf Karten und in Beschreibungen findet man auch die Zusammenschreibung Weilerbach.
2. ↑  Geologie nach der unter → Literatur aufgeführten Geologischen Karte. Ein gröberes Bild bietet: Mapserver des Landesamtes für Geologie, Rohstoffe und Bergbau (LGRB) (Hinweise)